# Karmaniszki
Karmaniszki (lit. Karmoniškės) − wieś na Litwie, w rejonie solecznickim, 6 km na wschód od Podborza, zamieszkana przez 9 ludzi. Przed II wojną światową w Polsce, w powiecie lidzkim województwa nowogródzkiego.